# Gospodarstvo Nikaragve
Gospodarstvo Nikaragve je jedna od najsiromašnijih država u Latinskoj Americi te je usmjerena prvenstveno na poljoprivredni sektor. Prema podatcima iz 2012. godine BDP iznosi 19.89 milijardi američkih dolara, a BDP po stanovniku 3.300 dolara. 
Velike štete gospodarstvu izazvao je građanskog rat (Nikaragvanska revolucija), brojni potresi, erupcije vulkana i pojave uragana. Obnova gospodarstva počinje 1990-ih, nakon višestranačkih izbora. Ipak sveobuhvatna reforma gospodarstva, uz restrukturiranje i privatizaciju preko 350 kompanija, započinje tek 2002.
Najvažniji izvozni proizvodi su kava, govedina, duhan, pamuk, kikiriki, banane, šećer i zlato. Glavni uvozni proizvodi su automobili, naftni derivati, industrijska oprema i sl. Glavni izvozni partneri su SAD, Kanada, Venezuela i Salvador. Glavni uvozni partneri su SAD, Venezuela, Kostarika, Meksiko, Kina, Gvatemala i Salvador.